# ǃKwi jezici
ǃKwi jezici, malena podskupina kojsanskih jezika s područja Južnoafričke Republike. Pripada južnoj skupini južnoafričkih kojsanskih jezika. Njezini predstavnici su: nǀu, kojim govore ǂKhomani (12 govornika 2005 Crawhall), i nekoliko dijalekata Nǀu, ǀ’Auni, ǁKxau, ǁNg!ke (Ngǁ-ǀe, ǁNg, ǀIngǀke). Ostali jezici su izumrli seroa jezik s tri dijalekta, među kojima ǃGãǃnge (ǃGãǃne) i ǁKuǁe; ǀXam ili ǀKamkaǃe, ǀKham-Ka-ǃk’e, ǀXam-Ka-ǃk’e; i ǁXegwi, nazivan i ǁXegwe, ǁXekwi, abathwa, amabusmana, amankgqwigqwi, batwa, boroa, bush-C, giǀkxigwi, kiǁkxigwi, kloukle, lxloukxle, nkqeshe, tloue, tloutle.

## Vanjske poveznice
- Ethnologue (14th)
- Ethnologue (15th)